# 関屋晋
関屋 晋（せきや しん、1928年7月6日 - 2005年4月9日）は、日本の合唱指揮者である。ほぼ独学で合唱指揮者になった。本名は関屋晋（すすむ）。東京都生まれ。

## 経歴
東京都立小山台高等学校を卒業し、早稲田大学政治経済学部に在学中の1949年、学生合唱団「早稲田大学コール・フリューゲル」を設立。大学在学時よりアマチュア合唱団の指揮者として活躍する。1951年、早稲田大学を卒業。卒業後は一時期会社勤めをしたが、合唱に専念するため、1957年に退職。主に大学、一般合唱団（市民合唱団、職場合唱団）の指揮・指導に携わった。
関屋は「専業合唱指揮者」の草分け的存在であった。彼以前の合唱指揮者は他に主たる仕事（教職や作曲、声楽など）を持っていたり、オーケストラや吹奏楽の指揮もしていた。合唱に関する仕事のみで長年生計を立てたのは、日本ではおそらく彼が初めてである。
1963年の日本合唱指揮者協会の創立に参加。1971年第3代、1992年第5代の理事長となる。
1973年、1975年の全日本合唱コンクールで、それぞれ松原混声合唱団、湘南市民コールを指揮して金賞を受賞する。
1979年、湘南市民コールを率いて、ブルガリアのヴァルナで開催された国際合唱コンクールに参加。
湘南市民コール、松原混声合唱団をはじめ、10余団体の常任指揮者を務めていたこの時期、小澤征爾に出会う。自身が指揮するこれらの合唱団を集結させて、「晋友会」を名乗り、1980年、小澤指揮、新日本フィル演奏のマーラー「交響曲第8番＜千人の交響曲＞」に参加した。その後も小澤との共演は続き、1988年、晋友会を率いて、ベルリンにて小澤征爾の指揮するベルリンフィル定期演奏会に参加。オルフ『カルミナ・ブラーナ』を共演し、絶賛を得た。
これまでに約350公演、70人の指揮者、35のオーケストラと共演した。また、NHK全国学校音楽コンクールの課題曲の模範演奏でも、合唱愛好者に親しまれていた。
1989年から全日本合唱連盟副理事長となり、1998年退任後、相談役も務めた。
70代になってからも精力的な活動を続けていたが、2005年4月9日、京都コンサートホールで4月10日に行われる予定であった合唱団京都エコーと松原混声合唱団のジョイントコンサートのリハーサルの直後に急性心筋梗塞により倒れ、死去した。76歳没。演奏会は弟子の清水敬一が関屋の代役として指揮を振った。

## 受賞・受章歴
- 1988年 神奈川県文化賞
- 1994年 藍綬褒章
- 2002年 勲五等双光旭日章

## 主要ディスコグラフィー
- 混声合唱による日本抒情歌曲集（フィリップス）PHCP-1453
- 夕焼小焼――唱歌の四季（フィリップス）PHCP-1814
- 明日ハ晴レカナ、曇リカナ――混声合唱のための〈うた〉（フィリップス）PHCP-5133
- 川よとわに美しく／旅の途の風に――日本合唱曲全集 三枝成彰・佐藤敏直作品集（日本伝統文化振興財団）VZCC-11
- 海鳥の詩――日本合唱曲全集 広瀬量平作品集（日本伝統文化振興財団）VZCC-39

## 著書
- コーラスハンドブック、西田書店、1980年（村谷達也との共著）
- コーラスは楽しい、岩波書店<岩波新書579>、1998年 ISBN 4004305799